# Karlštejn
Karlštejn (Duits: Karlstein) is een Tsjechische vlek (městys) in de regio Midden-Bohemen, en maakt deel uit van het district Beroun. Karlštejn ligt ca. 20 km ten westen van Praag en telt 825 inwoners (2023). Karlštejn is vooral bekend door kasteel Karlstein.

## Geschiedenis
De eerste nederzetting op deze locatie was Budňany, daterend uit 1348, en was gebouwd door de arbeidslieden van het Karlštejn-kasteel. In 1952 werden de gemeenten Budňany en Poučník samengevoegd tot de huidige gemeente Karlštejn. In 2007 krijgt de gemeente Karlštejn opnieuw de status vlek.

## Bezienswaardigheden

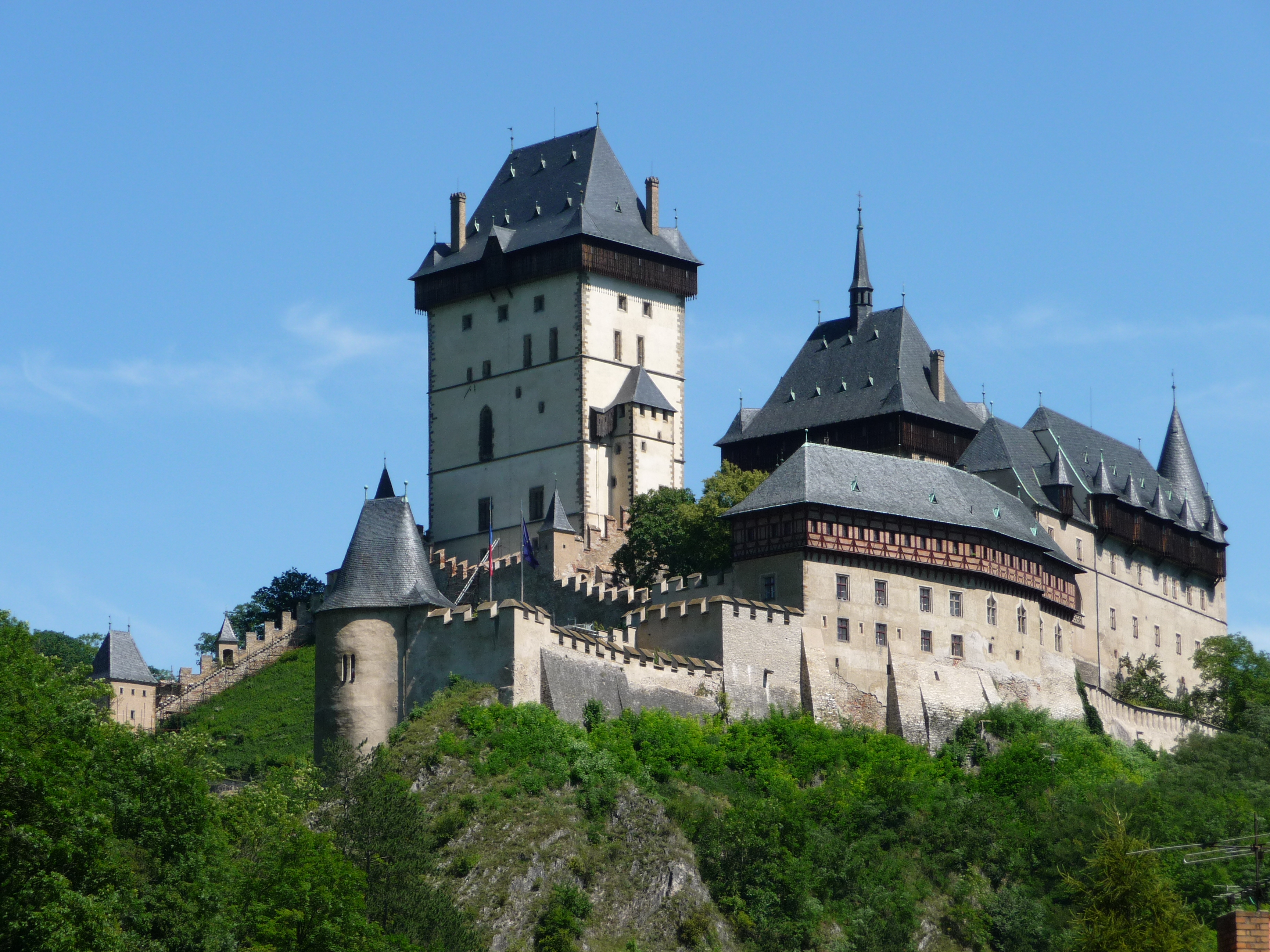
Kasteel Karlstein

Het kasteel Karlstein is een groot kasteel in gotische stijl en is een van de bekendste en meest bezochte trekpleisters van Tsjechië. Het kasteel werd gebouwd in 1348 in opdracht van Karel IV, koning van Bohemen en keizer van het Heilige Roomse Rijk, en was bedoeld als bewaarplaats voor de kroonjuwelen, heilige relikwieën en de rijksschatkist.
Andere bezienswaardigheden in Karlštejn zijn:
- Wassenbeeldenmuseum Karlštejn
- Kerststalmuseum
- Uurwerkmuseum
- Vestingmuseum
- Budňany-Felsen-museum (over de geschiedenis van de regio)
- Beschermd natuurgebied Český kras

## Verkeer en vervoer

### Openbaar vervoer

#### Spoorlijnen
Spoorlijn 171/S7 Praag - Beroun loopt door het dorp. De lijn is in 1862 geopend en is dubbelsporig en geëlektrificeerd en onderdeel van het hoofdnetwerk. Het station van Karlštejn ligt op de rechteroever van de Berounka-rivier.

#### Voormalige buslijnen
Vanaf 1970 reden er speciale bussen in cabrio-uitvoering (de zogenaamde Karlštejnbus) tussen de parkeerplaats bij de Berounka-rivier en het kasteel. Er reden drie bussen, voorzien van nummer en kleurcode: rood (nr. 3), blauw en groen. De vervoerder, ČSAD KNV Praha, Beroun-Králův Dvůr, beschikte over een speciale vergunning om deze lijnen te mogen exploiteren. Tegen het eind van de jaren 70 kregen de rijtuigen een opknapbeurt, maar de vergunning werd niet verlengd waardoor de dienst werd opgeheven. Eén van de overgebleven bussen (rood, nr. 3) is tegenwoordig eigendom van particuliere eigenaren uit Nymburk.

### Wegen
Autoweg II/116 Mníšek pod Brdy - Řevnice - Karlštejn - Beroun loopt door het dorp over de linkeroever van de Berounka-rivier. Een stalen verkeersbrug verbindt de twee delen van de gemeente Karlštejn. De hoofdstraat, tussen de Berounka-rivier en het kasteel, is een voetgangerszone.

## Stedenbanden
Karlštejn heeft stedenbanden met:

- Althen-des-Paluds, Frankrijk
- Montecarlo, Italië
- Reichenbach im Vogtland, Duitsland

## Fotogalerij

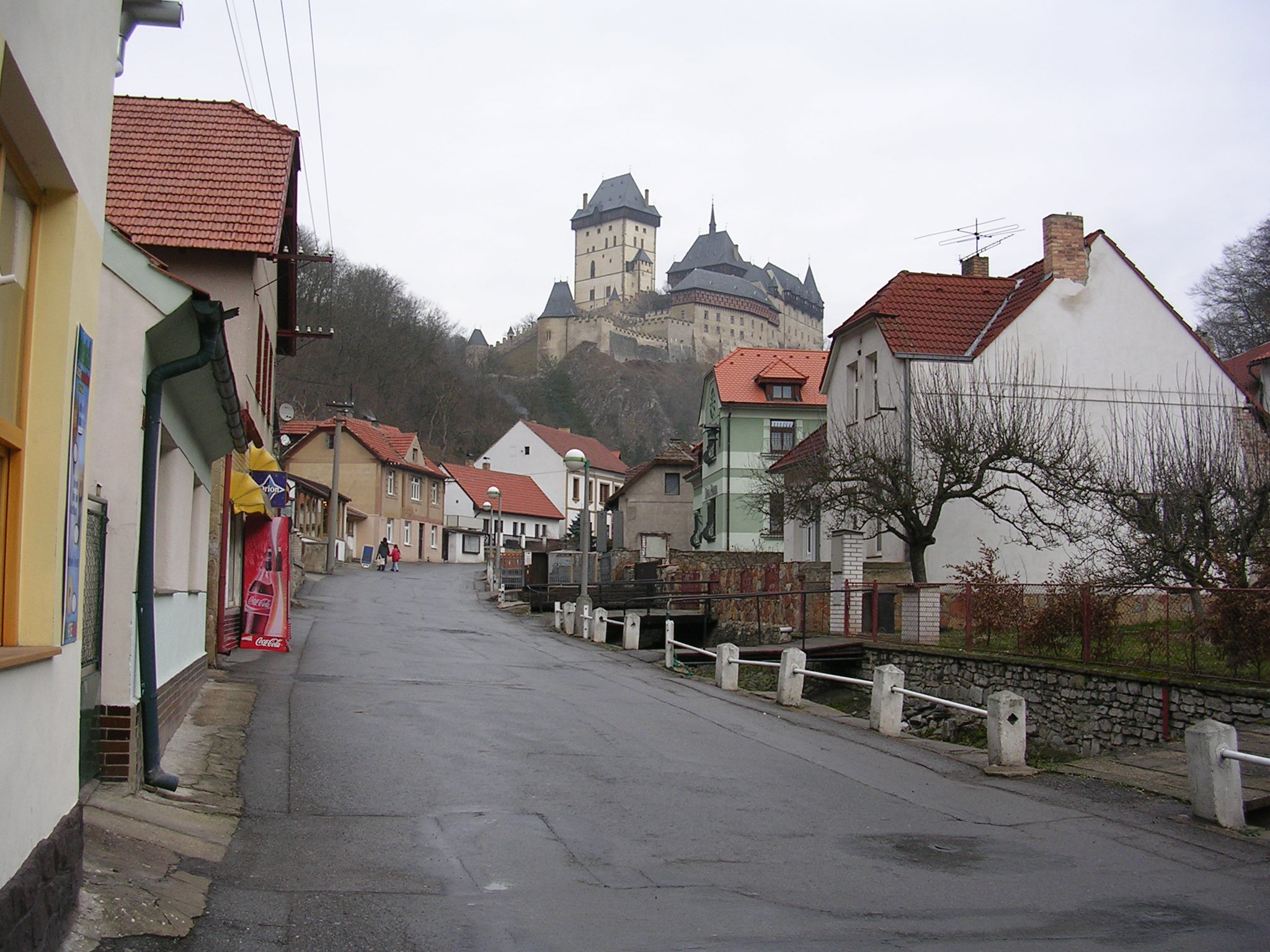
Voetgangerszone in Budňany
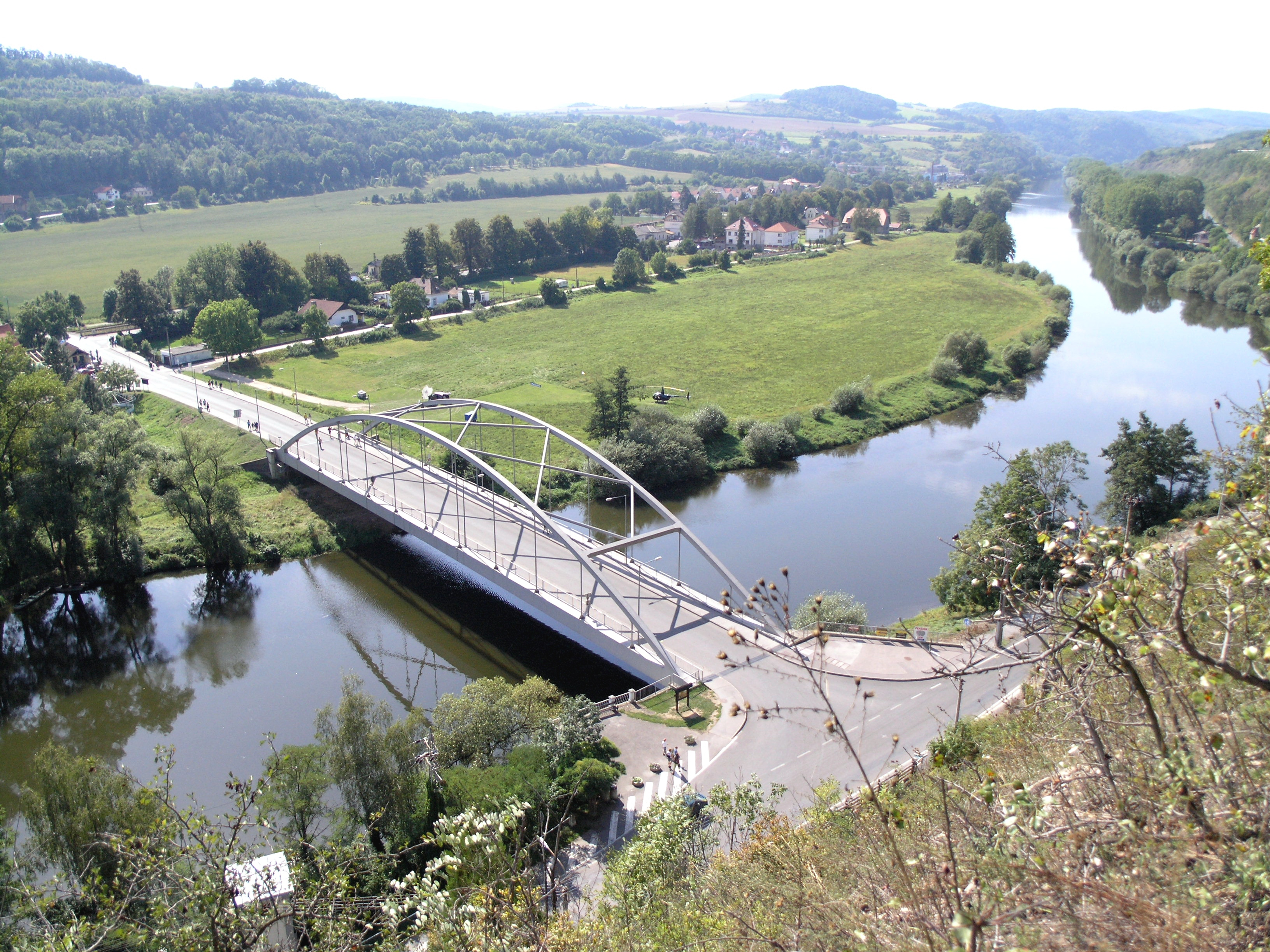
Stalen brug over de Berounka-rivier
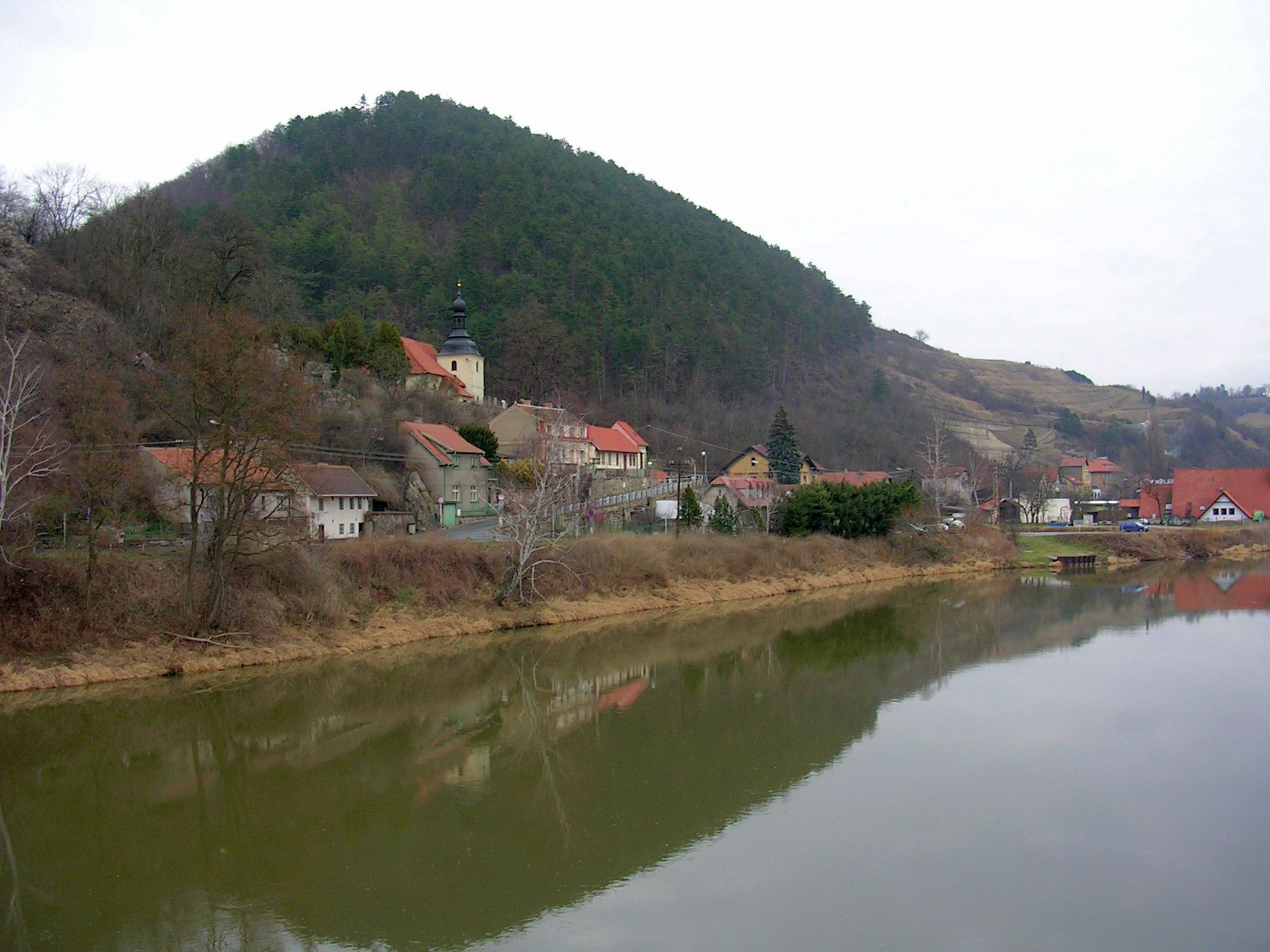
Lager gelegen deel van Budňany met de Sint-Palmaciakerk
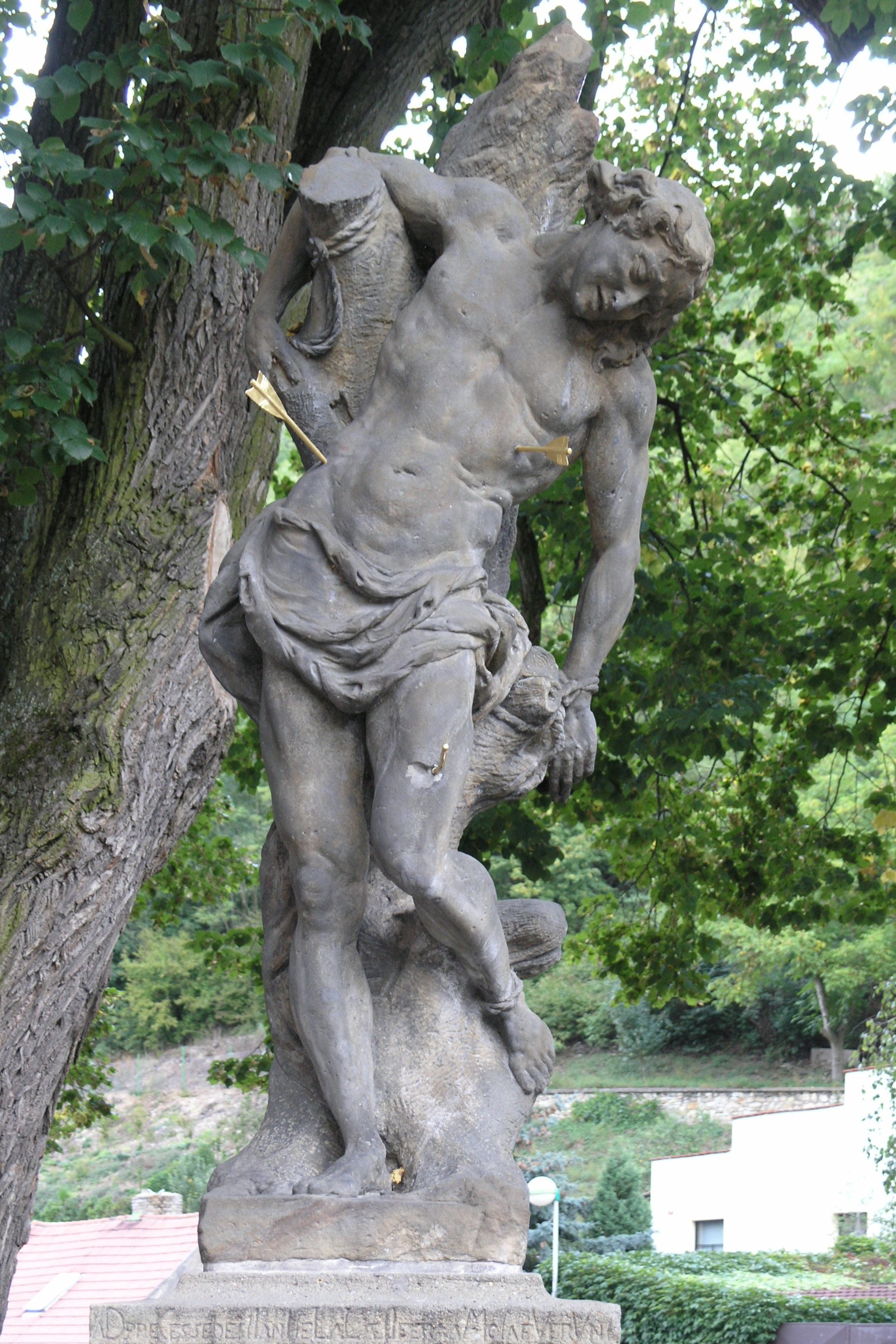
Standbeeld van Sint Sebastiaan
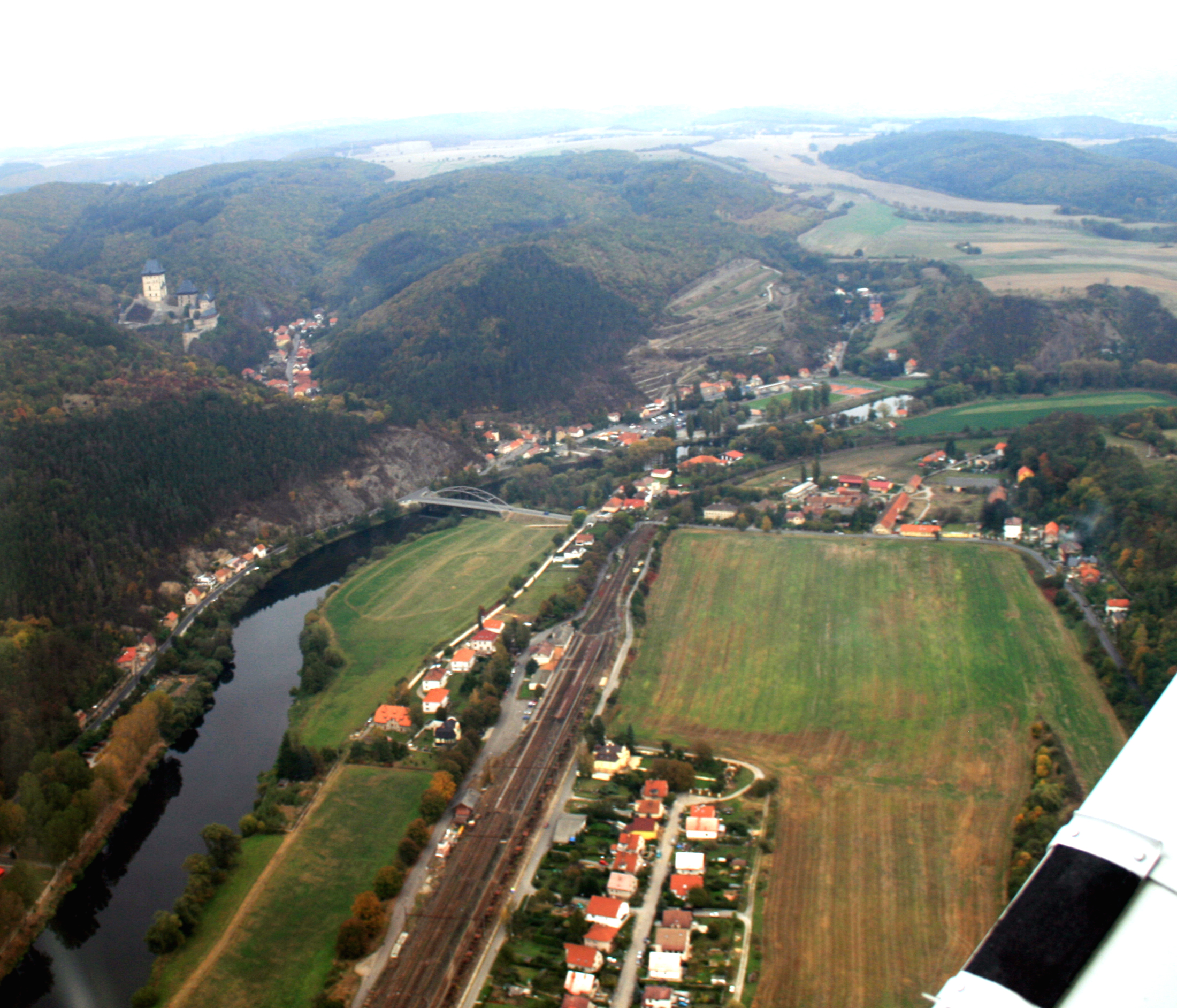
Luchtfoto

Bavoryně ·
Beroun ·
Běštín ·
Broumy ·
Březová ·
Bubovice ·
Bykoš ·
Bzová ·
Cerhovice ·
Drozdov ·
Felbabka ·
Hlásná Třebaň ·
Hořovice ·
Hostomice ·
Hředle ·
Hudlice ·
Hvozdec ·
Hýskov ·
Chaloupky ·
Chlustina ·
Chodouň ·
Chrustenice ·
Chyňava ·
Jivina ·
Karlštejn ·
Komárov ·
Koněprusy ·
Korno ·
Kotopeky ·
Králův Dvůr ·
Kublov ·
Lážovice ·
Lhotka ·
Libomyšl ·
Liteň ·
Loděnice ·
Lochovice ·
Lužce ·
Malá Víska ·
Málkov ·
Měňany ·
Mezouň ·
Mořina ·
Mořinka ·
Nenačovice ·
Nesvačily ·
Neumětely ·
Nižbor ·
Nový Jáchymov ·
Olešná ·
Osek ·
Osov ·
Otmíče ·
Otročiněves ·
Podbrdy ·
Podluhy ·
Praskolesy ·
Rpety ·
Skřipel ·
Skuhrov ·
Srbsko ·
Stašov ·
Suchomasty ·
Svatá ·
Svatý Jan pod Skalou ·
Svinaře ·
Tetín ·
Tlustice ·
Tmaň ·
Točník ·
Trubín ·
Trubská ·
Újezd ·
Velký Chlumec ·
Vinařice ·
Vižina ·
Vráž ·
Všeradice ·
Vysoký Újezd ·
Zadní Třebaň ·
Zaječov ·
Záluží ·
Zdice ·
Žebrák ·
Železná